# شريف ينن
شريف ينن (بالتركية: Şerif Yenen)‏ 
مواليد 17 مايو 1963، خبير سياحي وكاتب أسفار ومرشد سياحي وصانع أفلام ومحاضر. شريف ينن هو مؤلف كتاب أوديسى التركية في اللغة الإنجليزية الذي كان يعتبر دليلا للرحلة الأولى التي كتبت من قبل الأتراك وإلى تركيا. والقسم الهام هو إعطائه عدة محاضرات متنوعة عن السياحة والثقافة وتاريخ تركيا خارج البلاد ولا سيما في أوساط الأكاديمية، عاملا مصادر وكتب مدرسية في جامعات دليل الرحلات، ويجرى تدريسها في المجلات الدولية والمقالات في الصحف الوطنية وتنشر ككتابة أعمدة.

## سيرته الذاتية

### أعوامه الأولى وتعليمه
شريف ينن الذي ولد في محافظة إزمير في عام 1963 وأتى إلى الدنيا وهو من عائلة من الطبقة الوسطى. وبعد الانتهاء من دراسته الإعدادية وهو في عمر 14 أنتقل إلى المدرسة الثانوية كوللى العسكرية في إسطنبول وأصبح طالبا عسكريا متميزا ناجحا وقد يرى أنه متميزا في تعليم اللغة الإنجليزية. وبعد ما كان طالبا عسكريا في المدرسة الثانوية التحق بقسم اللغة الإنجليزية وأدآبها جامعة اسطنبول. وبعد التخرج بدأ حياته المهنية كضابط في القوات المسلحة التركية في عام 1985. وبعد أن عمل في مهنة تدريس اللغة الإنجليزية لمدة 4 سنوات في المدرسة الثانوية العسكرية في مالطة إزمير ومنفصلا عن مهنة القوات المسلحة التركية في عام 1989 وانضم إلى الدروات التدريبية للإرشاد السياحي التي نظمتها وزارة السياحة وأصبح مرشد سياحي وطني.

### مهنه
بينما كان شريف ينن مرشد سياحي بدأ في إنشاء كتاب أوديسى التركي في اللغة الإنجليزية في عام 1997 على موقع إنترنت أوديسى التركي Turkishodyssey.com وشهد هذا الكتاب مصلحة في التغطية الإعلامية وتصميم الموقع وحصل على جوائز. ونشرت أعماله كنسخة وسائط متعددة في اسطوانات CD_ROM منذ عام 2002.
- 2002 عين رئيس مجلية الإدارة لغرفة إرشادات إسطنبول.[16][17]
- 2002_2013 عين رئيس جمعية الإرشاد السياحي في تركيا (طوروب TUREB).[18][19]
- 2002_2009 رئيس مجلس إدارة مؤسسة الإرشاد السياحي.[20][21]
- 2003_2007 ومابين هاتين الفترتين عين عضو مجلس الإدارة لرابطة العالم في الإرشاد السياحي [22][23] وكمحرر لمجلة المبادئ التوجيهية.[24][25]
- 2006_2013 إدارة الغرف وتبادل السلع في تركيا التي أنشئت بموجب نائب رئيس تركيا في جمعية المرشدين السياحيين ووكلات السفر.[26][27]
- 2010 إسطنبول عضو هيئة استشارية لعاصمة الثقافة الأوروبية.[28]

ومابين عامى 2006_2009 كتب مقالات اسبوعية في جريدة المساء في ملحق البحر الأبيض المتوسط تحت قبعة بعين مرشد. وقدم خدمات إرشادية خاصة لأشخاص مشهورين وشخصيات مختلفة بما في ذلك البابا بنديكتوس السادس عشر، وأوبرا ونيفرى،، وكينت الأميرة مايكل، وليستر هولت. شريف ينن الذي كان متواجدا في جدول أعمال الصحافة بنضاله الذي كان معروفا به في قانون مهنة الإرشاد السياحي بصفته رئيس لإيروا_طوريب في عام 2012. وإعداد قانون الإرشاد الذي انتظر توجيهه منذ 40 عاما وقد جذب الاهتمام مع مساهمة حاسمة التي في مرحلة بدأ تنفيذ تعليمات القانون. وهذه الجهود هي نتيجة لقانون التوجيه الذي دخل تحت حيز التنفيذ والذي نشر في الجريدة الرسمية بتاريخ 22 يونيو 2012 وقد تم تحديده على كونه مهنة الإرشاد السياحي. وفي نفس العام حصلت على جائزة سكال الدولية الخاصة وقد تم منح الشباب السياحيين قيم إضافية من قبل جمعية السياحة. وبعد كتاب إرشاد إسطنبول الدليل السريع المتكون من 488 صفحة والذي كان يعتبر المنشور الثانى لشريف ينن بدأت سلسلة الثقافة ودولة تركيا في اقتناء كتيبات إسطنبول الدليل السريع. وهذه المتاحف والقصور والأنقاض أعدت حول القضايا الثقافية وقد تم نشرها في شكل يمكن انطوائه مع الرسوم التوضيحية والتي تتألف من معلومات موجزة ومبسطة. ألف شريف ينن فيلما وأخرجه وكان المنتج المنفذ له وهو فيلم إسطنبول اونفيلد فيلم وثائقى سياحي تم عرضه باللغة الإنجليزية وحاز على جائزة إسطنبول والذي قد تم إعداده من قبل الموسيقار مرجان ديدى والبابا زولا وبرهان اوجال وقام بتقديمه اللاعب الأمريكي جايدا بيركمان في عام 2013. وأقيم العرض الأول في معهد سميثسونيان في الولايات المتحدة. وقد فاز سكال بجائزة المساهمة لتنشيط السياحة بفيلم إسطنبول اونفيلد في عام 2014. واصل شريف ينن حياته بنشاط في الإرشاد وأعطى تدريبات في الإرشاد السياحي وأقام المؤتمرات. بالإضافة إلى المهام التي في إدارة المنظمات السياحية المتنوعة والتي قد تم التشاور فيها في لجنة التحكيم وعن طريق البرامج التلفزيونية.

## الجوائز
| العام | المنظمة                        | الجائزة                                        |
| ----- | ------------------------------ | ---------------------------------------------- |
| 2014  | سكال الدولية                   | جائزة مساهمة الترويج السياحي                   |
| 2012  | سكال الدولية                   | جائزة سكال الدولية الخاصة                      |
| 2012  | جمعية الشباب العاملين بالسياحة | القيم المضافة للسياحة                          |
| 2006  | سكال الدولية                   | الجودة في السياحة                              |
| 1998  | دوست.نت                        | أفضل تصميم: أوديسى التركية التي كتبها شريف ينن |
| 1998  | شبكة ويب أيدول                 | المرتبة الثانية                                |

## كتبه
- أوديسى التركية، دليل الثقافة إلى تركيا (اللغة الإنجليزية)،ISBN 978-975-94638-0-9
- أوديسى التركية ISBN 975-96953-0-8،CD_ROM
- أوديسى التركية، دليل الثقافة إلى تركيا مع CD_ROM (اللغة الإنجليزية)، ISBN 975-96953-3-2
- ملحمة الأناضول، تركيا دليل السفر، ISBN 975-94638-1-6
- في تركيا، رحلة في ثقافة الأناضول (اللغة الإيطالية)، ISBN 975-96953-1-6
- أوديسى التركية، دليل الثقافة إلى تركيا (اللغة الألمانية)، ISBN 978-975-96953-2-3
- الدليل السريع إسطنبول (اللغة الإنجليزية)، ISBN 978-975-94638-8-5
- احتراف مهنة الإرشاد السياحي، ISBN 975-01720-0-0
- نصائح السفر، ISBN 975-01720-1-4
- أفضل 10 أماكن في إسطنبول، ISBN 978-605-87808-3-5
- أفضل 10 إسطنبول، ISBN 978-605-87808-6-6
- بروز العثمانية في إسطنبول، ISBN 978-605-4541-17-1
- بروز البيزنطية في إسطنبول، ISBN 978-605-4541-18-8
- مختارات ثقافية، الأعلى 5 تركيا، ISBN 978-605-4541-20-1

## روابط خارجية
- شريف ينن على موقع IMDb (الإنجليزية)

## انظروا أيضا
- اسطنبول اونفيلد [التركية]
- أوديسى التركية [التركية]